# Gare de Villers-les-Pots
Gare de Villers-les-Pots – przystanek kolejowy w Villers-les-Pots, w departamencie Côte-d’Or, w regionie Burgundia-Franche-Comté, we Francji.
Jest przystankiem kolejowym Société nationale des chemins de fer français (SNCF), obsługiwanym przez pociągi TER Franche-Comté.